# قرار مجلس الأمن التابع للأمم المتحدة رقم 699
إن قرار مجلس الأمن التابع للأمم المتحدة رقم 699، المتخذ بالإجماعي في 17 يونيو 1991، بعد أن أشار إلى القرار (687) 1991، وإذ أحاط علما بتقرير الأمين العام الذي طلبه، أكد المجلس، متصرفا بموجب الفصل السابع، أن الوكالة الدولية للطاقة الذرية ولجنة الأمم المتحدة الخاصة سلطة القيام بعمليات تفتيش على الأسلحة في العراق وإزالة الأسلحة أو تدميرها أو جعلها عديمة الضرر.
وطلب المجلس إلى الأمين العام أن يقدم تقريرا عن التقدم المحرز في تنفيذ هذا القرار، وطلب أيضا إلى الدول الأعضاء تقديم المساعدة الكاملة حتى يتسنى الاضطلاع بالأنشطة المذكورة أعلاه بفعالية. غير أن الدول الأعضاء ساهمت في اللجنة بمليوني دولار فقط، وهو جزء صغير مما هو مطلوب. وقرر أيضا أن تكون حكومة العراق مسؤولة عن تكاليف إجراء عمليات التفتيش بسبب غزوها الأخير للكويت.